# 八隅孝平
八隅 孝平（やすみ こうへい、1978年11月27日 - ）は、日本のグラップラー、総合格闘家。スポーツジム「ロータス世田谷」主宰。

## 来歴
京都府京都市出身。南京都高校、法政大学卒業。高校・大学とレスリング部に所属し、高校時代にはインターハイにも出場。アマチュア修斗に3戦出場。

### 総合格闘技
1999年1月27日に修斗で総合格闘家としてプロデビュー。以降2006年までに修斗で6勝7敗の成績を残した。
2005年6月26日にはSHOOT BOXINGに出場し、菱田剛気と対戦。1回に右フックでダウンを奪い、フロント・スープレックスでシュートポイントを奪うも、2回に左目を負傷。2回終了時に左目眼窩底骨折の疑いによるドクターストップでTKO負け。

### グラップリング
2000年1月23日にアブダビコンバット日本予選の77kg未満級に出場。決勝で五味隆典に勝利し、優勝。3月の世界大会では1回戦でマイク・バーネットに敗北。
2002年7月17日に大道塾が開催した「THE WARS 6 〜新たなる胎動〜」の「日本対フランス・ゴールデントロフィー対抗戦（WARSルール）」に出場。ディディエ・リュッツと70kg契約で対戦し、判定0-0でドロー。
2006年3月21日に第3回全日本修斗グラップリング選手権大会・ミドル級に出場。決勝で中村圭太にチョークスリーパーで一本負けし、準優勝。
2007年12月2日にDEEP事務局と柔術着専門店の「ブルテリア」が主催する「DEEP X 02」のグラップリングトーナメント「リアルキングトーナメント69kg以下級」に出場し、優勝。
2008年10月5日に主宰ジム「ロータス パラエストラ 世田谷」の道場開きを行う。
2009年2月1日、ZST「SWAT!-GX4」で岡澤弘太と対戦予定であったが、右膝化膿性滑液包炎により欠場。
2009年2月22日にアブダビコンバット・アジア予選の66kg未満級に出場。準決勝で徹肌ィ郎に判定勝ち、決勝で戸井田克也に肩固めで一本勝ちし、優勝。9月26日の世界大会1回戦でハニ・ヤヒーラに肩固めで一本負け。
2010年1月10日、DEEP X リアルキングトーナメント 2010・ライト級（9名参加）に出場し、優勝。
2010年10月10日、DEEP X 06でクレベル・コイケと対戦し、ポイント9-1で勝利。
2011年1月16日、DEEP X リアルキングトーナメント・ライト級（8名参加）に出場。決勝で佐々木憂流迦に勝利し、2年連続の優勝。
青木真也、北岡悟らと親交が深く、セコンドにつくことも多い。

## 戦績

### 総合格闘技
| 総合格闘技 戦績 | 総合格闘技 戦績 | 総合格闘技 戦績 | 総合格闘技 戦績 | 総合格闘技 戦績 | 総合格闘技 戦績 | 総合格闘技 戦績 |
| --------------- | --------------- | --------------- | --------------- | --------------- | --------------- | --------------- |
| 15 試合         | (T)KO           | 一本            | 判定            | その他          | 引き分け        | 無効試合        |
| 6 勝            | 1               | 1               | 4               | 0               | 2               | 0               |
| 7 敗            | 2               | 1               | 4               | 0               | 2               | 0               |

| 勝敗 | 対戦相手                       | 試合結果                           | 大会名                                                  | 開催年月日     |
| ×    | 天突頑丈                       | 1R 2:46 TKO（パウンド）            | 修斗                                                    | 2006年9月8日   |
| ×    | ヤニ・ラックス                 | 2R 3:25 フロントスリーパーホールド | 修斗 WANNA SHOOTO 2004                                  | 2004年11月12日 |
| ×    | 福本よう一                     | 5分3R終了 判定0-3                  | 修斗 下北沢修斗劇場 第9弾 青春の門 〜鍛錬編〜           | 2004年7月4日   |
| ×    | 朴光哲                         | 5分3R終了 判定0-3                  | 修斗 【環太平洋ウェルター級王座決定トーナメント 1回戦】 | 2004年1月24日  |
| ×    | ルイス・ブスカペ・ジュニオール | 5分3R終了 判定0-3                  | 修斗                                                    | 2003年9月5日   |
| ○    | 山崎剛                         | 1R 1:21 KO（スタンドパンチ）       | 修斗                                                    | 2003年2月23日  |
| ×    | イーブス・エドワーズ           | 1R 1:20 KO（パンチ）               | HOOKnSHOOT: New Wind                                    | 2002年9月7日   |
| ○    | 杉江"アマゾン"大輔             | 1R 3:31 フロントスリーパーホールド | 修斗 SHOOTO GIG CENTRAL Vol.1                           | 2002年3月31日  |
| ○    | ヘンリー・マタモロス           | 5分3R終了 判定3-0                  | 修斗 TREASURE HUNT 02                                   | 2002年1月25日  |
| ×    | ライアン・ボウ                 | 5分3R終了 判定0-3                  | 修斗 SHOOTO TO THE TOP                                  | 2001年3月2日   |
| ○    | 三宅力                         | 5分2R終了 判定3-0                  | 修斗 R.E.A.D. 〜2000 SHOOTO〜                           | 2000年7月16日  |
| ○    | 南部陽平                       | 5分2R終了 判定2-0                  | 修斗 R.E.A.D. 〜2000 SHOOTO〜                           | 2000年1月14日  |
| △    | 倉持昌和                       | 5分2R終了 判定0-1                  | IV 修斗 the Renaxis 1999                                | 1999年9月5日   |
| △    | 藤崎諭                         | 5分2R終了 判定1-1                  | II 修斗 the Renaxis 1999                                | 1999年3月28日  |
| ○    | 竹内幸司                       | 5分2R終了 判定3-0                  | 修斗 下北沢修斗劇場 第2弾 Shooter's Soul                | 1999年1月27日  |

### グラップリング
| 勝敗 | 対戦相手             | 試合結果                           | 大会名                                                                                           | 開催年月日     |
| △    | グラント・ボグダノフ | 8分1R終了 時間切れ                 | QUINTET FIGHT NIGHT 7 in TOKYO                                                                   | 2021年7月13日  |
| △    | 寒河江寿泰           | 8分1R終了 時間切れ                 | QUINTET FIGHT NIGHT 7 in TOKYO                                                                   | 2021年7月13日  |
| △    | ノ・ヨンアム         | 8分1R終了 ドロー                   | King of Grappling 2                                                                              | 2013年8月11日  |
| ○    | 長谷川孝司           | 5分2R終了 判定3-0                  | PANCRASE 245                                                                                     | 2013年2月3日   |
| ○    | 佐々木憂流迦         | ポイント0-0 アドバンテージ1-0      | DEEP X リアルキング＆DEEP X アマチュア トーナメント 【リアルキングトーナメント ライト級 決勝】   | 2011年1月16日  |
| ○    | 廣瀬貴行             | ポイント0-0 アドバンテージ1-0      | DEEP X リアルキング＆DEEP X アマチュア トーナメント 【リアルキングトーナメント ライト級 準決勝】 | 2011年1月16日  |
| ○    | 田中洋輔             | ポイント9-0                        | DEEP X リアルキング＆DEEP X アマチュア トーナメント 【リアルキングトーナメント ライト級 1回戦】  | 2011年1月16日  |
| ○    | クレベル・コイケ     | 3R（4分/4分/2分）終了 判定9-1      | DEEP X 06                                                                                        | 2010年10月10日 |
| ×    | バレット・ヨシダ     | 1R 3:38 三角絞め                   | DEEP X 05                                                                                        | 2010年2月6日   |
| ○    | 杉内勇               | ポイント7-0                        | DEEP X リアルキングトーナメント 2010 【リアルキングトーナメント ライト級 決勝】                  | 2010年1月10日  |
| ○    | 佐々木憂流迦         | ポイント6-0                        | DEEP X リアルキングトーナメント 2010 【リアルキングトーナメント ライト級 準決勝】                | 2010年1月10日  |
| ○    | 齊藤曜               | ポイント11-0                       | DEEP X リアルキングトーナメント 2010 【リアルキングトーナメント ライト級 2回戦】                 | 2010年1月10日  |
| ×    | ハニ・ヤヒーラ       | 肩固め                             | ADCC 2009 【66kg未満級 1回戦】                                                                   | 2009年9月26日  |
| ○    | TAISHO               | 3R（4分/4分/2分）終了 ポイント18-1 | DEEP X 04                                                                                        | 2009年7月11日  |
| ×    | ハファエル・メンデス | 3R（4分/4分/2分）終了 ポイント1-14 | DEEP X 03                                                                                        | 2008年7月5日   |
| ○    | 高橋良治             | ポイント10-0                       | DEEP X 02 【リアルキングトーナメント 69kg以下級 決勝】                                           | 2007年12月2日  |
| ○    | 広瀬貴之             | ポイント3-0                        | DEEP X 02 【リアルキングトーナメント 69kg以下級 準決勝】                                         | 2007年12月2日  |
| ○    | 久賀弘喜             | ポイント6-0                        | DEEP X 02 【リアルキングトーナメント 69kg以下級 準々決勝】                                       | 2007年12月2日  |
| ○    | 小野寺裕也           | ポイント3-1                        | 第4回 全日本修斗グラップリング選手権大会 【ミドル級チャンピオンシップトーナメント 決勝】         | 2007年5月5日   |
| ○    | 阿久津好智           | 1R 2:17 肩固め                     | 第4回 全日本修斗グラップリング選手権大会 【ミドル級チャンピオンシップトーナメント 1回戦】        | 2007年5月5日   |
| ×    | 中村圭太             | 2R 1:00 スリーパーホールド         | 第3回 全日本修斗グラップリング選手権大会 【ミドル級チャンピオンシップトーナメント 決勝】         | 2006年3月21日  |
| ○    | 三上洋祐             | ポイント11-0                       | 第3回 全日本修斗グラップリング選手権大会 【ミドル級チャンピオンシップトーナメント 準決勝】       | 2006年3月21日  |
| ○    | 山崎昭博             | ポイント2-1                        | 第3回 全日本修斗グラップリング選手権大会 【ミドル級チャンピオンシップトーナメント 2回戦】        | 2006年3月21日  |
| ×    | マイク・バーネット   | ポイント2-5                        | ADCC 2000 【77kg未満級 1回戦】                                                                   | 2000年3月      |
| ○    | 五味隆典             | ポイント4-0                        | アブダビコンバット日本予選 【76kg未満級 決勝戦】                                                 | 2000年1月23日  |
| ○    | 林俊介               | 判定                               | アブダビコンバット日本予選 【76kg未満級 準決勝】                                                 | 2000年1月23日  |
| ○    | 嘉見俊宏             | ポイント7-0                        | アブダビコンバット日本予選 【76kg未満級 準々決勝】                                               | 2000年1月23日  |
| ○    | 平田勝裕             | ポイント12-0                       | アブダビコンバット日本予選 【76kg未満級 2回戦】                                                  | 2000年1月23日  |
| ○    | 浦地悟郎             | 1:41 腕ひしぎ十字固め              | アブダビコンバット日本予選 【76kg未満級 1回戦】                                                  | 2000年1月23日  |

### キックボクシング
| キックボクシング 戦績 | キックボクシング 戦績 | キックボクシング 戦績 | キックボクシング 戦績 | キックボクシング 戦績 | キックボクシング 戦績 | キックボクシング 戦績 |
| --------------------- | --------------------- | --------------------- | --------------------- | --------------------- | --------------------- | --------------------- |
| 1 試合                | (T)KO                 | 判定                  | その他                | 引き分け              | 無効試合              |                       |
| 0 勝                  | 0                     | 0                     | 0                     | 0                     | 0                     |                       |
| 1 敗                  | 1                     | 0                     | 0                     | 0                     | 0                     |                       |

| 勝敗 | 対戦相手 | 試合結果                                               | 大会名                                   | 開催年月日    |
| ×    | 菱田剛気 | 2R終了時 TKO（ドクターストップ：左目眼窩底骨折の疑い） | SHOOT BOXING 20th Anniversary Series 3rd | 2005年6月26日 |

## 獲得タイトル
- ADCC 2000 日本予選 76kg未満級 優勝（2000年）
- 第4回 全日本修斗グラップリング選手権大会 ミドル級チャンピオンシップトーナメント 優勝（2007年）
- DEEP X リアルキングトーナメント 69kg以下級 優勝（2007年）
- ADCC 2009 アジア予選 66kg未満級 優勝（2009年）
- DEEP X リアルキングトーナメント ライト級 優勝（2010年）